# Sarız
Sarız (abgeleitet von Sáros, dem griechischen Namen für den Fluss Seyhan, früher auch Köyyeri) ist eine Stadtgemeinde (Belediye) im gleichnamigen Ilçe (Landkreis) der Provinz Kayseri in der türkischen Region Zentralanatolien und gleichzeitig ein Stadtbezirk der 1988 gebildeten Büyükşehir belediyesi Kayseri (Großstadtgemeinde/Metropolprovinz). Seit der Gebietsreform 2013 ist die Gemeinde flächen- und einwohnermäßig identisch mit dem Landkreis. Sarız liegt etwa 90 Kilometer südöstlich des Zentrums der Provinzhauptstadt Kayseri und bekam 1946 den Status einer Stadtgemeinde (Belediye). 
Sarız liegt im Osten der Provinz und grenzt im Westen an Tomarza, im Nordwesten an Pınarbaşı, im Osten an die Provinz Sivas, im Südosten an die Provinz Kahramanmaraş und im Südwesten an die Provinz Adana. Die Fernstraße D-815, die von Pınarbaşı im Norden nach Kahramanmaraş und Gaziantep im Süden führt, verläuft westlich der Kreisstadt durch den Landkreis. Im Osten verbindet eine Landstraße die Stadt mit Elbistan. Der Landkreis liegt zwischen den Gebirgszügen Binboğa Dağları im Südosten, Işık Dağı im Süden und Tahtalı Dağları im Nordwesten. Dazwischen fließt der Sarız Çayı, der im Norden des Kreises entspringt und weiter südlich in den Göksu mündet. 
Der Landkreis wurde am 1. April 1946 (Gesetz Nr. 4869) durch Abspaltung vom Landkreis Pınarbaşı gebildet und bestand (bis) Ende 2012 aus der Kreisstadt und 35 Dörfern (Köy). Die Dörfer wurden während der Verwaltungsreform 2013 in Mahalle (Stadtviertel/Ortsteile) überführt, die acht existierenden Mahalle der Kreisstadt blieben erhalten. Durch Herabstufung der Dörfer zu Mahalle stieg deren Zahl auf 44 an. Ihnen steht ein Muhtar als oberster Beamter vor.
Ende 2020 lebten durchschnittlich 217 Menschen in jedem Mahalle, 752. Einw. im bevölkerungsreichsten (Bahçeli Mah.).

## Persönlichkeiten
- Fatih Kılıçkaya (* 1985), türkischer Fußballspieler